# SC Cambuur in het seizoen 1965/66
Het seizoen 1965/1966 was het tweede jaar in het bestaan van de Leeuwardense betaaldvoetbalclub SC Cambuur. De club kwam uit in de Eerste divisie en eindigde daarin op de negende plaats. Tevens deed de club mee aan het toernooi om de KNVB beker, hierin werd het team in de groepsfase uitgeschakeld.

## Wedstrijdstatistieken

### Eerste divisie
|       | Alkmaar '54 | SC Cambuur | DHC   | Eindhoven | Holland Sport | NAC   | N.E.C. | RBC   | Sittardia | Velox | Volendam | De Volewijckers | VVV   | Xerxes |
| ----- | ----------- | ---------- | ----- | --------- | ------------- | ----- | ------ | ----- | --------- | ----- | -------- | --------------- | ----- | ------ |
| Thuis | 3 – 3       | 4 – 0      | 1 – 1 | 4 – 1     | 1 – 1         | 2 – 2 | 3 – 2  | 7 – 2 | 0 – 1     | 1 – 3 | 0 – 1    | 3 – 3           | 2 – 0 | 2 – 4  |
| Uit   | 3 – 0       | 5 – 2      | 1 – 1 | 5 – 0     | 3 – 3         | 2 – 0 | 3 – 1  | 2 – 3 | 2 – 0     | 1 – 3 | 4 – 1    | 1 – 2           | 2 – 3 | 3 – 0  |

### KNVB beker
| Groepsfase                                          | Veendam                                                 | 3 – 0 (2 – 0) | SC Cambuur        |
| 19 september 1965 Plaats: Veendam De Langeleegte    | Bennie Specken 7' Jetze Pascal 45' Rikkert La Crois 75' |               |                   |
| Groepsfase                                          | SC Cambuur                                              | 3 – 1 (2 – 1) | Heerenveen        |
| 7 november 1965 Plaats: Leeuwarden Cambuurstadion   | Jaap Mulder 17' Oeki Hoekema 41' Pier Alma 57'          |               | 44' Henk Klunder  |
| Groepsfase                                          | GVAV                                                    | 4 – 1 (1 – 1) | SC Cambuur        |
| 2 januari 1966 Plaats: Groningen Stadion Oosterpark | Joop Oomens 19', 53', 87' Dick Bosschieter 70'          |               | 4' Dirk Roelfsema |

## Statistieken SC Cambuur 1965/1966

### Eindstand SC Cambuur in de Nederlandse Eerste divisie 1965 / 1966
| Stand | Gespeeld | Gewonnen | Gelijk | Verloren | Punten | Doelpunten voor | Doelpunten tegen |
| ----- | -------- | -------- | ------ | -------- | ------ | --------------- | ---------------- |
| 9e    | 28       | 9        | 7      | 12       | 25     | 52              | 61               |

### Topscorers
| #                    | Naam             | Goal |
| -------------------- | ---------------- | ---- |
| 1.                   | Dirk Roelfsema   | 14   |
| 2.                   | Johan Wieringa   | 10   |
| 3.                   | Henny Hendriksen | 6    |
| 3.                   | Jappie Mulder    | 6    |
| 5.                   | Joop Ruiter      | 5    |
| 6.                   | Pier Alma        | 4    |
| 7.                   | Oeki Hoekema     | 1    |
| 7.                   | Cor de Jong      | 1    |
| 7.                   | Gerard Lippold   | 1    |
| 7.                   | Herman Mengerink | 1    |
| Onbekende doelpunten |                  |      |
| –                    | Onbekend         | 3    |
| Totaal               | Totaal           | 52   |

| #      | Naam           | Goal |
| ------ | -------------- | ---- |
| 1.     | Pier Alma      | 1    |
| 1.     | Oeki Hoekema   | 1    |
| 1.     | Jaap Mulder    | 1    |
| 1.     | Dirk Roelfsema | 1    |
| Totaal | Totaal         | 4    |

## Voetnoten
Alkmaar '54 ·
Blauw-Wit ·
Cambuur ·
DHC ·
Eindhoven ·
Holland Sport ·
NAC ·
N.E.C. ·
RBC ·
Sittardia ·
Velox ·
Volendam ·
De Volewijckers ·
VVV ·
Xerxes